# Anime News Network
L'Anime News Network és un lloc web de notícies en anglès basat al Canadà que informa sobre: anime, manga,  música popular japonesa i altres assumptes relacionats amb la cultura otaku dins d'Amèrica del Nord i el Japó, encara que sovint proporciona informació sobre esdeveniments també a altres parts del món. El lloc web també presenta ressenyes i altres continguts (columnes, blocs, articles destacats, entrevistes, reportatges, etc.), fòrums d'Internet on els lectors poden discutir edicions i esdeveniments actuals, i una enciclopèdia. L'enciclopèdia conté una gran quantitat d'anime amb informació sobre els creadors, les cançons / els temes de les sèries, resums dels arguments i qualificacions d'usuari...
A més, també dona d'informació sobre el repartiment des actors de veu de la versió original en japonès i els actors de doblatge, normalment els de l'anglès, el castellà i alguns altres idiomes. A vegades inclou els actors del doblatge al català, tot i que els barreja indistintament entre els actors de doblatge al castellà de diferents països.
Anime News Network també té un canal d'IRC a WorldIRC.
El 2005, el personal editorial de ANN també es va implicar formalment amb la revista coneguda com a Anime News Network's Protoculture Addicts.